# 圣录
《聖錄》（希伯來語：‎，Ketuvim，原意為「文集」）；日文又译作《諸書》，是猶太教《塔納赫》（希伯來聖經）的分類概念，是全書三部分中的最後一部分。

## 書卷內容和次序
在犹太教的传统中，下列十一卷书被包含在《聖錄》之中：
- 《诗篇》
- 《箴言》
- 《约伯记》
- 《雅歌》
- 《路得记》
- 《哀歌》
- 《传道书》
- 《以斯帖记》
- 《但以理书》
- 《以斯拉-尼希米记》（在犹太教中，《以斯拉记》和《尼希米记》被视为一卷文书。）
- 《历代志》（在犹太教中未分为上下两卷。）

这个排列顺序由阿什肯納茲猶太人抄写員正式确定，并且在出版希伯来圣经时，通常采用这一顺序。然而，在提比里亚和塞法迪犹太人的马所拉文士之间，这个顺序仅被视为一种方法之一。此外，《革馬拉》中也记录了不同的排列顺序。